# Corea del Sud ai Giochi della XXX Olimpiade
La Corea del Sud ha partecipato ai Giochi della XXX Olimpiade di Londra che si sono svolti dal 27 luglio al 12 agosto 2012.
Gli atleti della delegazione sono stati 248. Alla cerimonia di apertura il portabandiera è stato Yoon Kyung-Shin, mentre il portabandiera della cerimonia di chiusura è stato Song Dae-Nam.

## Medaglie
| Riepilogo quotidiano | Riepilogo quotidiano | Riepilogo quotidiano | Riepilogo quotidiano | Riepilogo quotidiano | Riepilogo quotidiano | Riepilogo quotidiano |
| -------------------- | -------------------- | -------------------- | -------------------- | -------------------- | -------------------- | -------------------- |
| Giorno               | Data                 |                      |                      |                      | Totale               |                      |
| 1°                   | 27                   | —                    | —                    | —                    | —                    |                      |
| 2°                   | 28                   | 1                    | 1                    | 1                    | 3                    |                      |
| 3°                   | 29                   | 1                    | 0                    | 1                    | 2                    |                      |
| 4°                   | 30                   | 0                    | 1                    | 0                    | 1                    |                      |
| 5°                   | 31                   | 1                    | 0                    | 1                    | 2                    |                      |
| 6°                   | 1                    | 3                    | 0                    | 1                    | 4                    |                      |
| 7°                   | 2                    | 1                    | 0                    | 1                    | 2                    |                      |
| 8°                   | 3                    | 2                    | 0                    | 0                    | 2                    |                      |
| 9°                   | 4                    | 0                    | 1                    | 0                    | 1                    |                      |
| 10°                  | 5                    | 1                    | 1                    | 1                    | 3                    |                      |
| 11°                  | 6                    | 1                    | 1                    | 0                    | 2                    |                      |
| 12°                  | 7                    | 1                    | 0                    | 0                    | 1                    |                      |
| 13°                  | 8                    | 0                    | 2                    | 0                    | 2                    |                      |
| 14°                  | 9                    | 0                    | 0                    | 0                    | 0                    |                      |
| 15°                  | 10                   | 1                    | 0                    | 1                    | 2                    |                      |
| 16°                  | 11                   | 0                    | 0                    | 0                    | 0                    |                      |
| 17°                  | 12                   | 0                    | 1                    | 0                    | 1                    |                      |
| Totale               | Totale               | 13                   | 8                    | 7                    | 28                   |                      |

### Medaglie per disciplina
| Sport           | Oro | Argento | Bronzo | Totale |
| --------------- | --- | ------- | ------ | ------ |
| Tiro            | 3   | 2       | 0      | 5      |
| Tiro con l'arco | 3   | 0       | 1      | 4      |
| Scherma         | 2   | 1       | 3      | 6      |
| Judo            | 2   | 0       | 1      | 3      |
| Teakwondo       | 1   | 1       | 0      | 2      |
| Ginnastica      | 1   | 0       | 0      | 1      |
| Lotta           | 1   | 0       | 0      | 1      |
| Nuoto           | 0   | 2       | 0      | 2      |
| Pugilato        | 0   | 1       | 0      | 1      |
| Tennis tavolo   | 0   | 1       | 0      | 1      |
| Badminton       | 0   | 0       | 1      | 1      |
| Calcio          | 0   | 0       | 1      | 1      |
| Totale          | 13  | 8       | 7      | 28     |

### Medaglie d'oro
| Medaglia | Nome                                                | Sport              | Evento                               |
| -------- | --------------------------------------------------- | ------------------ | ------------------------------------ |
| Oro      | Jin Jong-Oh                                         | Tiro a segno       | Pistola 10 m aria compressa maschile |
| Oro      | Lee Sung-Jin Ki Bo-Bae Choi Hyeonju                 | Tiro con l'arco    | Squadre femminile                    |
| Oro      | Kim Jae-Bum                                         | Judo               | 81 kg maschile                       |
| Oro      | Kim Jang-Mi                                         | Tiro a segno       | Pistola 25 m femminile               |
| Oro      | Song Dae-Nam                                        | Judo               | 90 kg maschile                       |
| Oro      | Kim Ji-Yeon                                         | Scherma            | Sciabola individuale femminile       |
| Oro      | Ki Bo-Bae                                           | Tiro con l'arco    | Individuale femminile                |
| Oro      | Oh Jin-Hyek                                         | Tiro con l'arco    | Individuale maschile                 |
| Oro      | Gu Bon-Gil Woon Woo-Young Kim Jung-Hwan Oh Eun-Seok | Scherma            | Sciabola a squadre maschile          |
| Oro      | Jin Jong-Oh                                         | Tiro a segno       | Pistola 50 m maschile                |
| Oro      | Yang Hak Seon                                       | Ginnastica         | Volteggio maschile                   |
| Oro      | Kim Hyeon-Woo                                       | Lotta greco-romana | 66 kg                                |
| Oro      | Hwang Kyung-Seon                                    | Taekwondo          | 67 kg femminile                      |

### Medaglie d'argento
| Medaglia | Nome                                                 | Sport         | Evento                             |
| -------- | ---------------------------------------------------- | ------------- | ---------------------------------- |
| Argento  | Park Tae-Hwan                                        | Nuoto         | 400 m stile libero maschili        |
| Argento  | Park Tae-Hwan                                        | Nuoto         | 200 m stile libero maschili        |
| Argento  | Choi In-Jeong Shin A-Lam Jung Hyo-Jung Choi Eun-Sook | Scherma       | Spada a squadre femminile          |
| Argento  | Choi Young-Rae                                       | Tiro a segno  | Pistola 50 m maschile              |
| Argento  | Kim Jong-Hyun                                        | Tiro a segno  | Carabina 50 m 3 posizioni maschile |
| Argento  | Joo Se-Hyuk Oh Sang-Eun Ryu Seung-Min                | Tennis tavolo | Squadre maschile                   |
| Argento  | Lee Dae-Hoon                                         | Taekwondo     | 58 kg maschile                     |
| Argento  | Han Sool-Chul                                        | Pugilato      | Pesi leggeri maschile              |

### Medaglie di bronzo
| Medaglia | Nome                                           | Sport           | Evento                        |
| -------- | ---------------------------------------------- | --------------- | ----------------------------- |
| Bronzo   | Im Dong-Hyun Kim Bub-Min Oh Jin-Hyek           | Tiro con l'arco | Squadre maschile              |
| Bronzo   | Cho Jun-Ho                                     | Judo            | 66 kg maschile                |
| Bronzo   | Choi Byung-Chul                                | Scherma         | Fioretto individuale maschile |
| Bronzo   | Jung Jin-Sun                                   | Scherma         | Spada individuale maschile    |
| Bronzo   | Nam Hyun-Hee Jun Gil-Ok Jeon Hee-Sook Oh Ha-Na | Scherma         | Fioretto a squadre femminile  |
| Bronzo   | Jung Jae-Sung Lee Yong-Dae                     | Badminton       | Doppio maschile               |
| Bronzo   | Nazionale olimpica di calcio                   | Calcio          | Torneo maschile               |